# Marwan Issa
Marwan Issa (1965 – 2024. március 10.) a Hamász katonai szárnya, az Izz ad-Dín al-Kasszám Brigádok főparancsnoka, Mohammed Deif helyettese.

## Élete
Egyes források szerint Issát nevezték ki a csoport vezetőjéül, miután 2012-ben egy izraeli támadásban meghalt Ahmed Jaabari. Issa azonban továbbra is Mohammed Deif parancsnokhelyettese maradt, de a Hamász politikai irodájában az IKB képviselőjeként szolgál.
2007-ben Issa túlélte az izraeli erők célzott támadását. Abu Baraa néven is ismert volt.
Az Egyesült Államok 2019. szeptember 10-én felvette a terroristák listájára.

## Fordítás
Ez a szócikk részben vagy egészben  a   Marwan Issa című angol Wikipédia-szócikk ezen változatának fordításán alapul.  Az eredeti cikk szerkesztőit annak laptörténete sorolja fel. Ez a jelzés csupán a megfogalmazás eredetét és a szerzői jogokat jelzi, nem szolgál a cikkben szereplő információk forrásmegjelöléseként.